# Kornaka
Kornaka este o comună rurală din departamentul Dakoro, regiunea Maradi, Niger, cu o populație de 105.097 de locuitori (2001).